# Kościół św. Franciszka i św. Leonarda oraz klasztor Franciszkanów w Dusznikach-Zdroju
Kościół świętego Franciszka i świętego Leonarda oraz klasztor Franciszkanów – rzymskokatolicki kościół parafialny należący do dekanatu Kudowa-Zdrój diecezji świdnickiej oraz klasztor należący do prowincji św. Jadwigi Zakonu Braci Mniejszych.
Zespół został zbudowany w latach 1925-1926 jako klasztor i równocześnie dom wypoczynkowy dla braci franciszkanów z całej prowincji śląskiej. Projekt zespołu został wykonany przez architekta Alfreda Trumpkego. Wszelkie prace wchodzące w zakres stolarki, a więc ławki, drzwi do kościoła i klasztoru, okna i całe umeblowanie pomieszczeń zostały wykonane przez braci zakonnych w stolarni klasztornej w Nysie pod kierunkiem dobrze wykształconego w tym kierunku brata Edwarda Mansfelda. Z kolei konfesjonał i stacje Drogi Krzyżowej zostały wykonane i sprezentowane przez księży z Bytomia. W przedsionku świątyni została umieszczona tablica upamiętniająca ofiary powodzi, która zniszczyła Duszniki-Zdrój w 1998 roku.